# Mito degli italiani brava gente
Il mito degli italiani brava gente è un pregiudizio positivo sul popolo italiano, nato e diffusosi in Italia e spesso accettato nel resto del mondo. Tale stereotipo sorge da vari fattori, tra i quali la sostanziale disunità degli italiani (che dall'unificazione della penisola politici, letterati e intellettuali hanno tentato di superare), la disistima che il popolo ha storicamente subìto dagli stranieri, i giudizi negativi che in vari sensi personalità italiane ne hanno a loro volta offerto.
Il mito, perdurante, annacqua le responsabilità storiche del popolo italiano, specialmente nei crimini della seconda guerra mondiale e nella politica coloniale, contrapponendosi già nella propaganda alleata al pregiudizio di segno opposto sui tedeschi che vestono così i panni non solo degli unici colpevoli di tali crimini ma anche degli oppressori, insieme al regime fascista, degli italiani stessi.

## Concetto e funzione

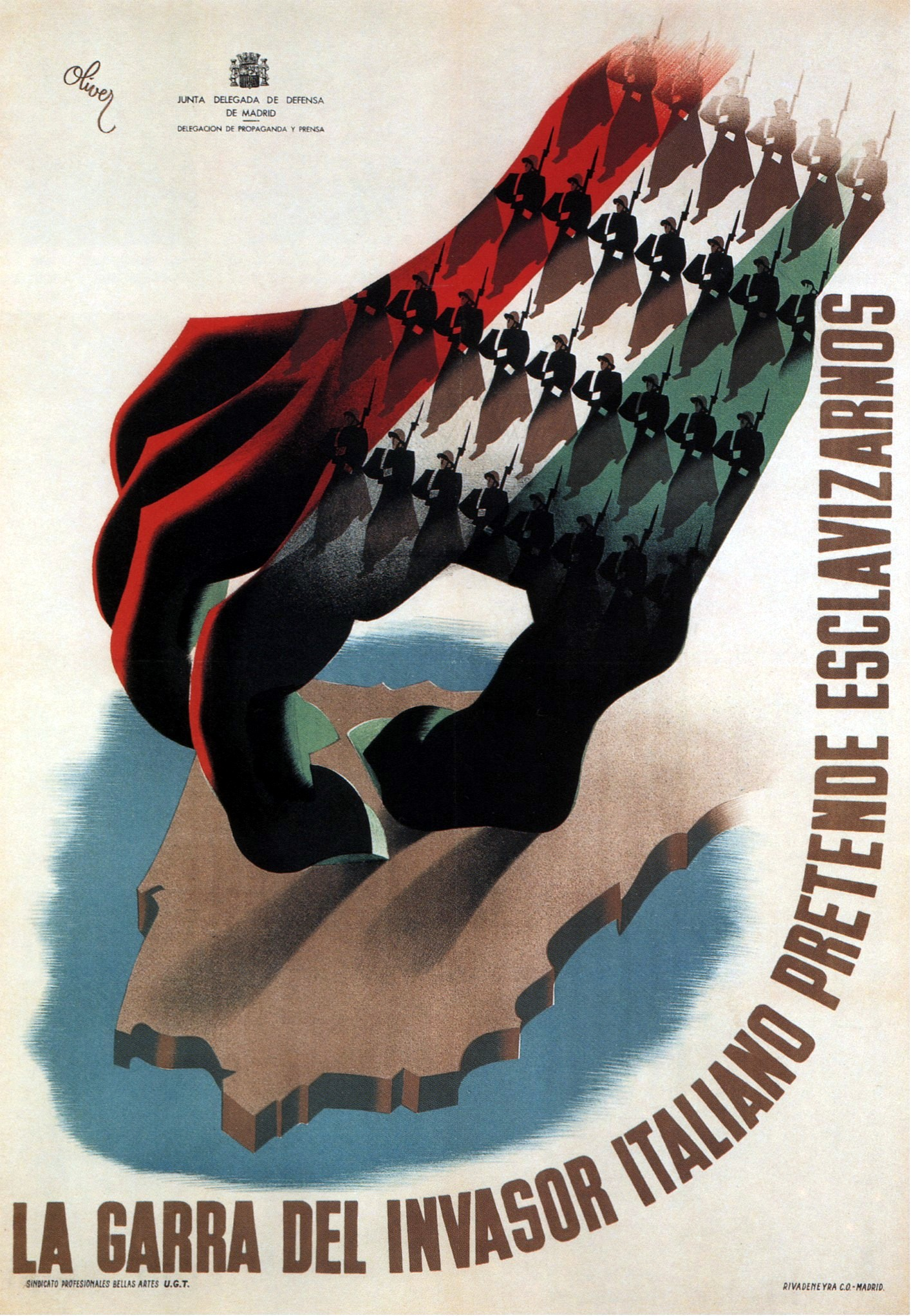
«L'artiglio dell'invasore italiano pretende di schiavizzarci.» Manifesto repubblicano che ritrae l'ingerenza italiana nella guerra civile spagnola.

Il pregiudizio insiste su presunti caratteri di benevolenza del popolo italiano, tali da renderlo immune dalla disumanità verso il nemico in guerra o verso le nazioni colonizzate, e capaci di garantire agli italiani l'indulgenza di ritorno degli altri popoli. Pierluigi Battista lo definisce infatti
(Pierluigi Battista)
e lo storico Angelo Del Boca accoglie tale definizione come giudizio acuto, perfettamente aderente al contenuto del mito.
Indipendentemente dalle sue più complesse origini, il mito ha assunto, in esito alla seconda guerra mondiale, carattere e funzione di autoassoluzione, revisionismo e deresponsabilizzazione dell'Italia, con particolare riguardo al genocidio degli ebrei (addossato così in via esclusiva all'alleato tedesco), oltre che ai crimini perpetrati in danno delle popolazioni africane o slave; a volte al punto di ribaltare la prospettiva e mutare il ruolo dell'aggressore in quello della vittima.

## Origini e diffusione
In contrasto con Battista e altri, che riconducono il sorgere del mito al secondo dopoguerra, Del Boca rileva come le sue origini siano più antiche e risalgano all'inizio della politica coloniale italiana (1885), nella quale il paese, ultimo ad avviarla tra le potenze europee, tentò programmaticamente di mostrarsi differente, più umano, apportatore di civiltà, forte com'era della sua storia. Ne discese l'affermarsi della locuzione, storpiata dalla popolazione eritrea, di bono italiano (italiano buono).
A premessa dello stereotipo Del Boca pone la secolare frantumazione politica della penisola e la lunga assenza di una coscienza unitaria, alla quale i governi del neonato Regno d'Italia tentarono di sopperire divulgando un'identità nazionale e costruendo un modello di italianità distante dalle critiche impietose – ancorché non sempre giuste – che osservatori e letterati, stranieri e no (si ricordino il Leopardi del feroce Discorso sopra lo stato presente dei costumi degl'italiani e il Foscolo dell'Ortis), del passato anche recente non lesinavano al popolo italiano, e che in epoca risorgimentale avevano assunto funzione di esortazione al risveglio delle coscienze. Alla creazione di una rinnovata visione del popolo italiano concorrevano gli intellettuali dei primi decenni dall'Unità d'Italia, nonché i governanti d'ogni tendenza politica, e il tentativo giungeva al culmine con l'avvento del fascismo, sortendo però risultati talvolta opposti a quelli auspicati in origine.
Nel regime fascista e più in particolare nella Repubblica di Salò, perlopiù, l'esaltazione dell'ardimento e della virtù militare si tradusse in esibizione di crudeltà e ferocia. Nel periodo della Resistenza, complice, ritiene Del Boca, la brutalità degli eventi, mancano attestazioni documentali del mito. E nondimeno nel dopoguerra lo stereotipo poté rinforzarsi, vuoi per reazione emotiva alla sconfitta e desiderio di riscatto, vuoi, politicamente, per la necessità di negoziare e promuovere l'uscita da un periodo d'enorme difficoltà e incertezza. Ancora nel 1953 il Corriere dei Piccoli, in una storia a fumetti, rilanciava il pregiudizio degli italiani apportatori di civiltà nelle colonie africane; nel medesimo periodo vigeva ancora in Eritrea e nelle ex colonie africane, a suo tempo bombardate di iprite dagli italiani, lo stereotipo del bono italiano.
Il luogo comune si è diffuso fuori dall'Italia anche a partire da osservatori di spessore, perfino da parte di alcuni di quelli che furono vittime delle persecuzioni attuate dall'Italia fascista, come appunto gli ebrei. Hannah Arendt, senza peraltro dati sufficienti su deportazioni e stermini, avalla il mito sostenendo che gli ebrei italiani fossero stati maggiormente protetti grazie alla «generale, spontanea umanità di un popolo di antica civiltà». La retorica dello stereotipo, del resto, concorreva a lasciare indenne il paese da processi come quello di Norimberga, nonostante le vane richieste d'estradizione dei criminali di guerra italiani da parte dei paesi occupati, mercé anche l'acquiescenza degli Alleati dopo l'8 settembre e l'emanazione dell'amnistia Togliatti.

## Persistenza e confutazione

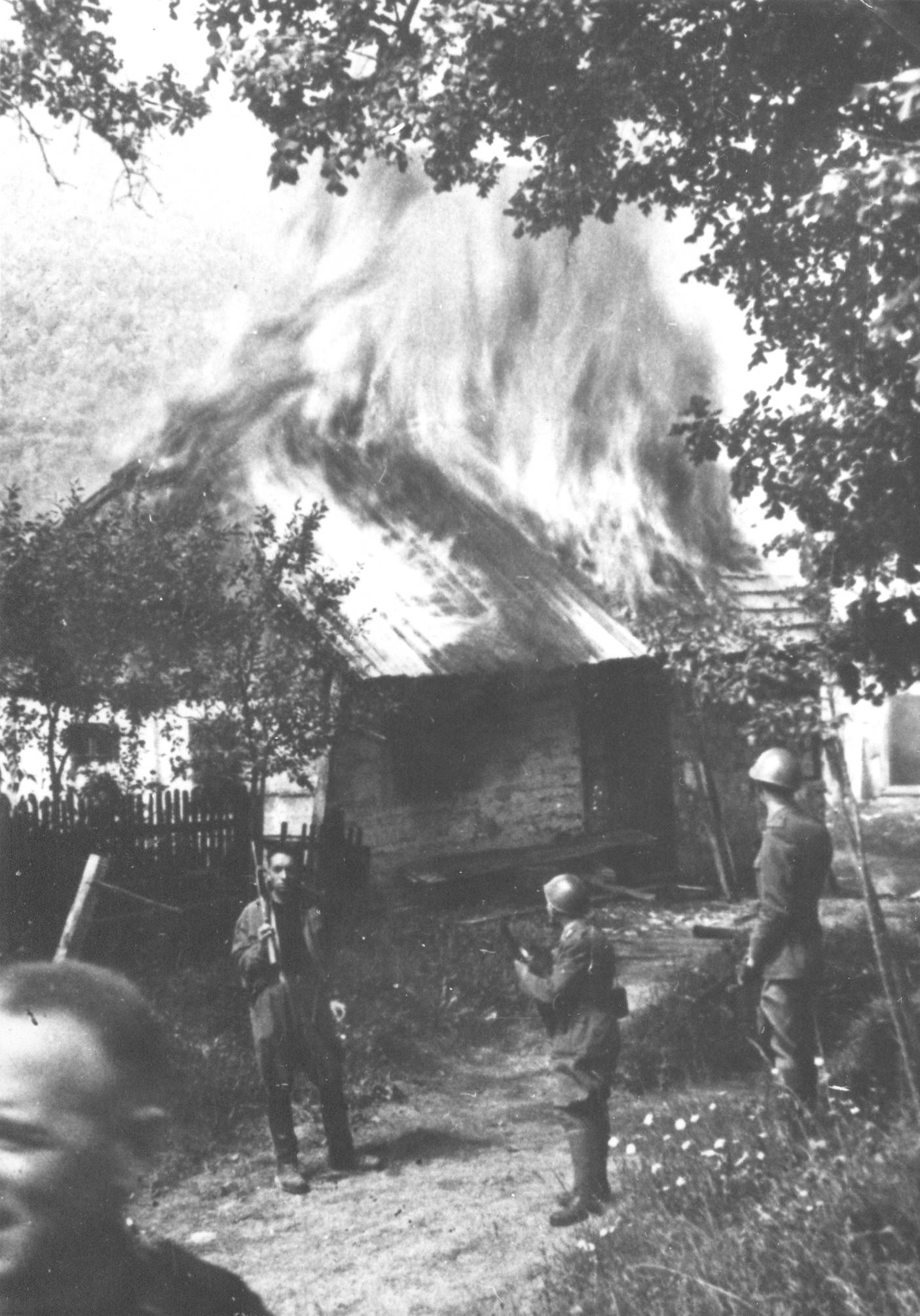
Soldati italiani incendiano il villaggio di Čabar presso Fiume nel 1941

Ancora in dissenso da Battista, che ritiene sepolto il mito dopo l'assassinio in Iraq del giornalista Enzo Baldoni, Del Boca ne sostiene la persistenza e la concorrenza nel mantenere in vita la rimozione e il revisionismo, insieme all'immagine "umana" del fascismo stesso; in generale, si assiste a un'equiparazione della condizione degli italiani – che pure sostennero in gran parte il regime – a quella stessa di vittime del nazifascismo che fu degli ebrei, tenendo distinto il popolo dal regime, l'Italia dalla Repubblica Sociale. La stessa attenzione riservata alla vendetta jugoslava delle foibe di fatto lascia in ombra le responsabilità italiane nell'occupazione dei Balcani.
L'Italia però fu a tutti gli effetti una delle potenze dell'Asse e il suo popolo in guerra usò la medesima brutalità di molti altri nella storia, oltre ad accettare l'emanazione delle leggi razziali e a concorrere a deportazioni e internamenti nei lager, certi dei quali, come la risiera di San Sabba, impiantati nel suo territorio. Il mito è generalmente smentito dalle azioni italiane di guerra e di repressione nel secondo conflitto mondiale, ma più a monte già dalla guerra al brigantaggio o dall'impietosa e fallimentare strategia del generale Cadorna nella Grande Guerra.
Con particolare riguardo alla persecuzione antiebraica, del resto, si nota come l'antigiudaismo fosse radicato da secoli nella società italiana, e come le pur sempre reali e talvolta eroiche azioni a difesa degli ebrei siano da ricondurre all'indole dei singoli più che del popolo; né risulta che il Giardino dei Giusti di Yad Vashem rechi onore in prevalenza a soccorritori italiani del popolo ebraico.